# Gong Jinjie
Gong Jinjie (em chinês:  宫金杰; nascida em 12 de novembro de 1986) é uma ciclista chinesa que participa em competições de ciclismo de pista. É medalhista nos Jogos Olímpicos de Londres 2012.